# Pandercetes
Pandercetes là một chi nhện trong họ Sparassidae.

## Các loài

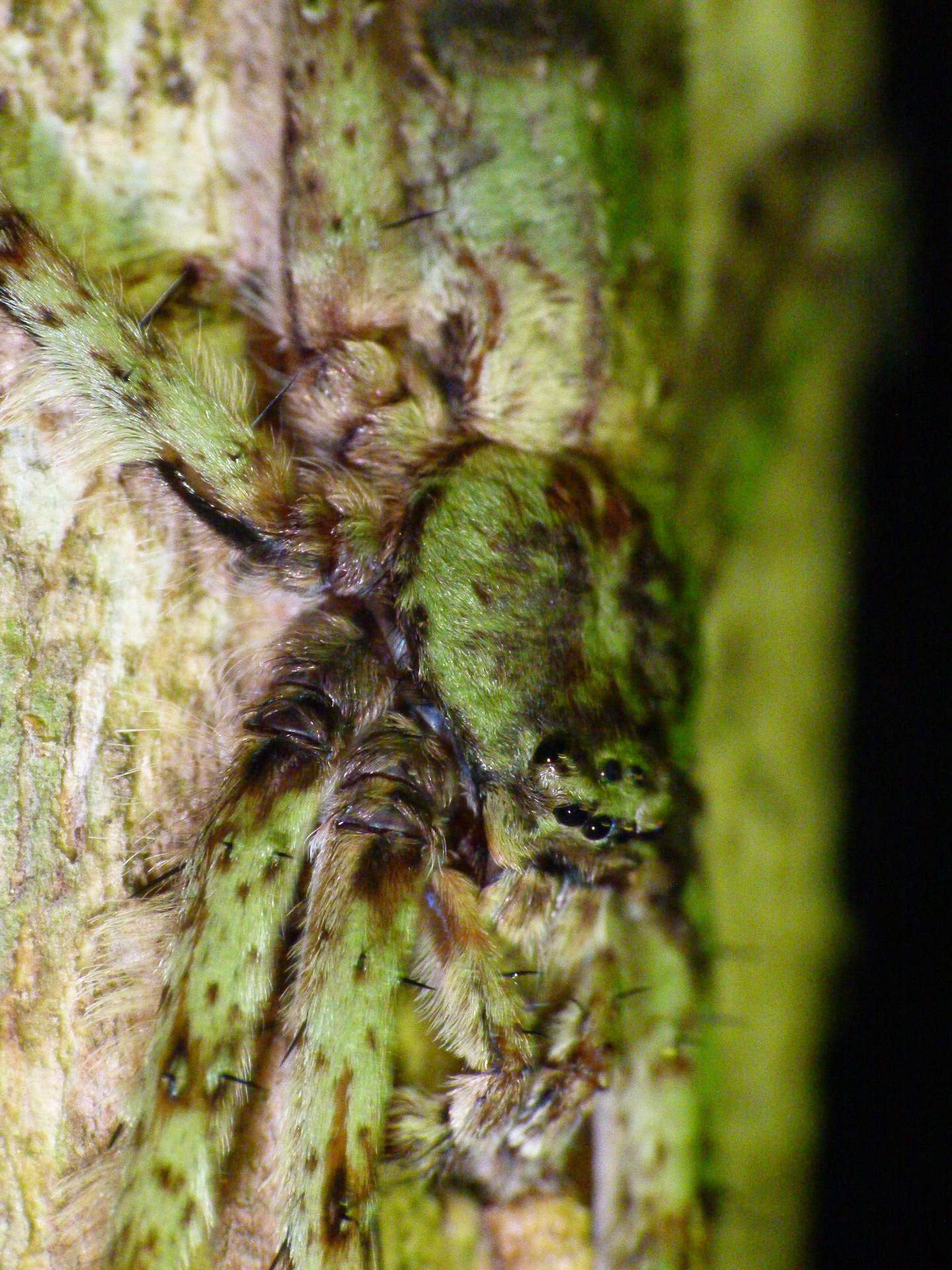
Showing moss-like appearance and the head elevated above the plane of the cephalothorax

- Pandercetes celatus Pocock, 1899 – India
- Pandercetes celebensis Merian, 1911 – Indonesia (Sulawesi)
  - Pandercetes c. vulcanicola Merian, 1911 – Indonesia (Sulawesi)
- Pandercetes decipiens Pocock, 1899 – India, Sri Lanka
- Pandercetes gracilis L. Koch, 1875 (type) – Indonesia (Moluccas, Sulawesi), New Guinea, Australia (Queensland)
- Pandercetes isopus Thorell, 1881 – Indonesia (Moluccas), New Guinea
- Pandercetes longipes Thorell, 1881 – Papua New Guinea (Yule Is.)
- Pandercetes macilentus Thorell, 1895 – Myanmar
- Pandercetes malleator Thorell, 1890 – Malaysia, Indonesia (Aru Is.)
- Pandercetes manoius Roewer, 1938 – New Guinea
- Pandercetes niger Merian, 1911 – Indonesia (Sulawesi)
- Pandercetes nigrogularis (Simon, 1897) – Indonesia (Java)
- Pandercetes ochreus Hogg, 1922 – Việt Nam
- Pandercetes palliventris Strand, 1911 – New Guinea
- Pandercetes peronianus (Walckenaer, 1837) – New Zealand
- Pandercetes plumipes (Doleschall, 1859) – Sri Lanka, Indonesia (Ambon), New Guinea
- Pandercetes plumosus Pocock, 1899 – Papua New Guinea (New Britain)